# Filomeno Stamato Sobrinho
Ângelo Filomeno Stamato Sobrinho (Jaboticabal, 10 de julho de 1891 — São Paulo, 21 de outubro de 1960) foi um escritor, poeta e engenheiro civil brasileiro.

## Biografia
Aos 16 anos passa a colaborar na revista "O Malho". No ano seguinte vai para São Paulo e alista-se como voluntário especial no Quartel de Sant'Anna, onde a família o mantém até concluir os estudos. Nesse ínterim dedica boa parte do tempo na corporação compondo versos e enviando-os para outros órgãos, na esperança de vê-los publicados, até que em 1911 estreia com a obra "Amores, Amores", financiada pelo estabelecimento gráfico de Albino Gonçalves & Cia.
Em 1913 conclui a faculdade de engenharia civil no Colégio Mackenzie, de Barueri, e sendo premiado com a medalha da Rosa Cruz, casa-se com Gemma Veronesi Stamato por volta de 1920. Em 1928 enfrenta disputa litigiosa com o irmão Domingos Stamato pela penhora da fazenda dos pais, próximo a Mogi das Cruzes. O resultado da sentença é dado apenas três anos depois e o caso ganha notoriedade nas páginas do Correio Paulistano.
No prefácio de "Amores, Amores" declara: "Se encontrardes algumas das suas páginas manchadas pela negrura de um sentimento triste, sabei que, (...) entre as róseas quimeras da juventude existe uma fatalidade horrível e cruciante: - a Desilusão."

## Obras
| Poesia | Poesia                 | Poesia                  | Poesia |
| Ano    | Título                 | Editora                 | Pg     |
| ------ | ---------------------- | ----------------------- | ------ |
| 1911   | Amores, Amores         | Albino Gonçalves & Cia. | -      |
| 1916   | Poemas do Vale Sagrado | -                       | -      |